# Stoomlocomotief
Een stoomlocomotief is een locomotief die als energiebron een stoommachine gebruikt.
Stoomlocomotieven waren gedurende circa een eeuw tot de opkomst van efficiëntere locomotieven als diesel- en elektrisch aangedreven treinen heer en meester op de sporen.
De belangrijkste onderdelen van de stoomlocomotief zijn: de stoomketel met aangebouwde vuurkist, het frame met de daarin gelagerde assen en de stoommachine met de stoomverdeling.

## Werking
Hoewel er diverse typen stoomlocomotieven zijn ontwikkeld, is de werking steeds gelijk. Uitzonderingen zijn hybride stoom- en diesellocomotieven en locomotieven met aandrijving door een snellopende stoommotor. Verder zijn er locomotieven die aangedreven worden door een stoomturbine.

### Stoomvorming

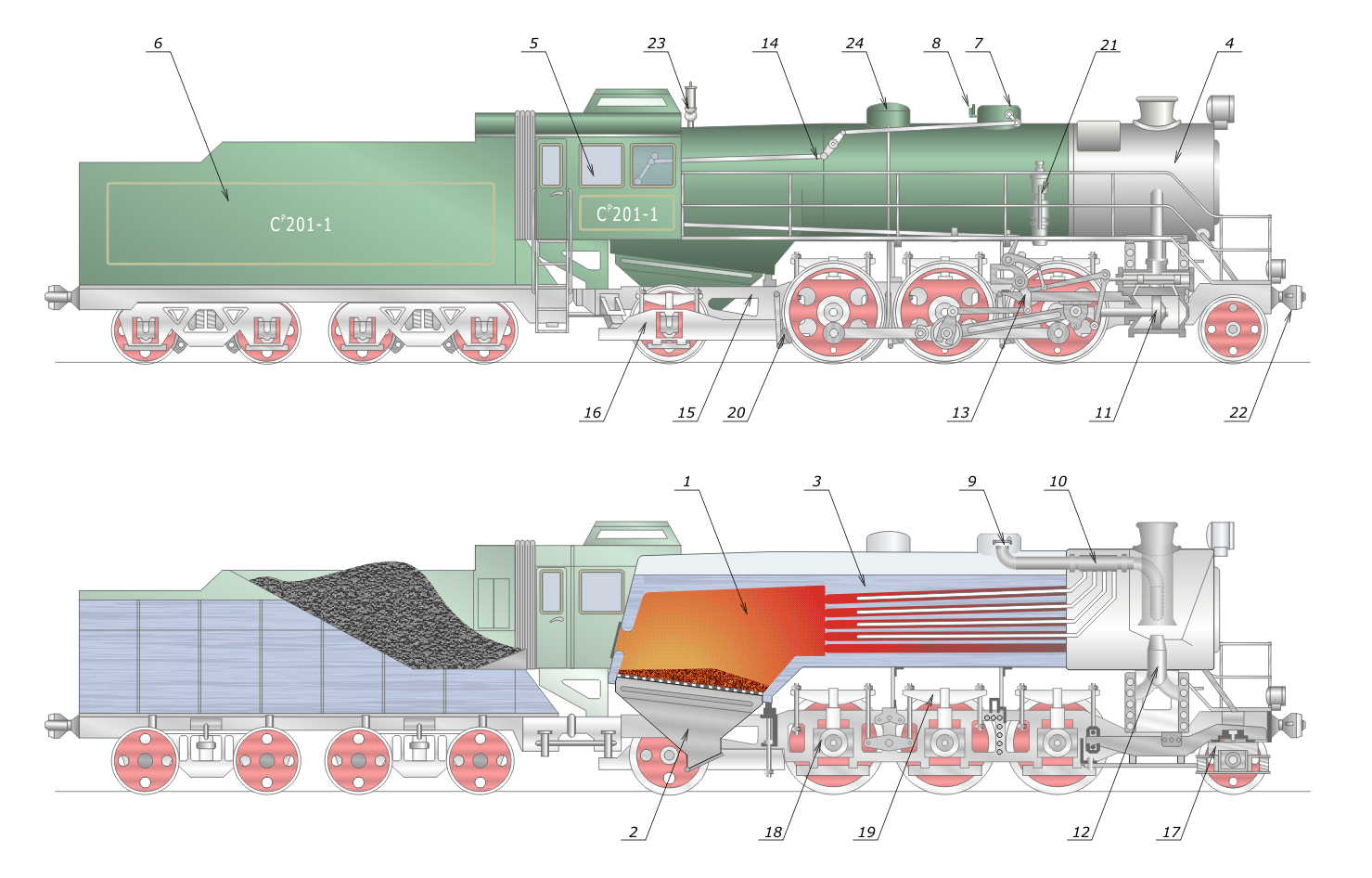
Afb. 1: Indeling van stoomlocomotief

De nummers in de volgende beschrijving verwijzen naar afbeelding 1. Een stoomlocomotief heeft een stalen frame, met daarop een cilindervormige stoomketel. Achter en onder de ketel (3), deels in het machinistenhuis (5), bevindt zich de vuurkist (1). Hierin wordt de brandstof verbrand. De rook stroomt door een groot aantal vlampijpen naar de rookkamer (4) en vandaar naar de schoorsteen. De schoorsteen is niet hoog, maar de afgewerkte stoom gaat hier ook langs en trekt de rook mee, zodat de schoorsteen toch goed trekt. De hitte van het vuur wordt rechtstreeks en via de vlampijpen afgegeven aan het water in de ketel. Door de verhitting verdampt het water en verandert het in stoom. Stoom neemt 1325 maal zoveel ruimte in als water, maar aangezien de ketel afgesloten is, kan de stoom niet expanderen en daardoor stijgt de druk, tot 15 à 20 bar. De stoom, die een temperatuur heeft van circa 200 graden, wordt verzameld in de bovenkant van de ketel, zo hoog mogelijk, zodat er geen waterdruppels meekomen, bij voorkeur in een aparte stoomdom (7), dat is een verhoging op de ketel. Bij de meeste moderne stoomlocs wordt die stoom nog extra verhit tot meer dan 300 graden Celsius door een oververhitter.
Daarvandaan gaat de stoom naar de cilinders (11), waarbij de stoomverdeling (13) zorgt voor de toevoer van stoom naar de cilinders (op het juiste moment en in de juiste hoeveelheden).

#### Apparatuur
Om een stoomlocomotief goed te laten functioneren is een veelheid aan apparatuur nodig. Hiervan is (onder meer) te noemen:
- De veiligheidsklep (8), die bij een bepaalde druk in de ketel opengaat, stoom afblaast en daarmee de druk in de ketel beperkt. Gaat de klep open, dan is de druk maximaal en dan weet de stoker dat hij zijn werk goed heeft gedaan. De veiligheidsklep moet echter niet te vaak opengaan, want er gaat stoom mee verloren.
- De reeds genoemde stoomverdeling (13), die de stoom zo efficiënt mogelijk in de cilinders leidt. Tevens kan men hiermee de loc vooruit of achteruit laten rijden.
- De oververhitter (10), die de gevormde stoom droogt en verder verhit, waarmee een grotere expansiegraad wordt bereikt, hetgeen de efficiëntie verhoogt.
- De injecteur en de voedingspomp (21), die ervoor zorgen dat water in de ketel gepompt wordt.
- Bij sommige stoomlocs wordt het voedingswater eerst voorverwarmd door een voorverwarmer die zijn warmte krijgt van de afgevoerde stoom en/of rookgassen.
- De luchtpomp, voor de instandhouding van de druk in het remsysteem van de trein.
- De loodnagels. In de bovenwand van de vuurkist bevinden zich gaten die met loodnagels – loden proppen – zijn afgesloten. De loodnagels staan onder water en kunnen dus niet heter worden dan 200 graden (de temperatuur van het water bij een druk van 15 bar). Bevat de ketel te weinig water, dan smelten de loodnagels. De stoom blaast dan de vuurkist in en dooft het vuur. De stoker heeft dan wel wat uit te leggen, maar de schade blijft beperkt.
- De stoomfluit (23).

#### Brandstof
Als brandstof wordt meestal steenkool gebruikt, maar soms ook stookolie, hout of bruinkool. Meestal moet de stoker de brandstof op het vuur scheppen, maar bij grotere kolengestookte stoomlocomotieven gebeurt de aanvoer van brandstof automatisch, door middel van een schroef van Archimedes, die door een eigen kleine stoommachine aangedreven wordt.
Verder is er water nodig. Dit wordt met een voedingspomp aangevoerd.
Het is de taak van de stoker erop te letten dat er steeds voldoende stoomdruk is.

### Aandrijfmechanisme

Afb. 2: Schematische werking Walschaerts schaarbeweging

In de cilinder bevindt zich een zuiger met dubbele werking: de zuiger wordt heen en weer geduwd door er beurtelings stoom voor en achter te blazen.
De stoomschuif (6, afbeelding 2) zorgt ervoor dat de verse stoom (rood) beurtelings voor en achter de zuiger komt, terwijl de afgewerkte stoom (wit) aan de andere kant via de stoomschuif naar de schoorsteen wordt geleid.
De zuiger is met een drijfstang verbonden met een kruk op een wiel, waardoor de heen-en-weergaande beweging van de zuiger wordt omgezet in een draaiende beweging. De andere wielen zijn met koppelstangen met het aangedreven wiel verbonden.
Een aparte kruk (2) op het wiel zorgt via de schaar (1) voor het bedienen van de stoomschuif. De schaar is nodig om achteruit te kunnen rijden en men treft deze dan ook alleen aan op een locomotief, niet op de stoommachine in een fabriek. In de afbeelding beweegt de drijfstang (3) van de stoomschuif (6) tegengesteld aan de kruk, doordat de schaar (1) de beweging omkeert. Met hendel 8 kan de machinist de drijfstang (3) van de stoomschuif naar de onderkant van de schaar verplaatsen. De drijfstang beweegt dan in dezelfde richting als de kruk en de locomotief rijdt achteruit.
De afgewerkte stoom gaat via de rookkast (4, afbeelding 1) (aan de voorzijde van de locomotief) naar de schoorsteen. Een industriële stoommachine heeft vaak een zeer hoge schoorsteen die nodig is voor de trek. Bij een locomotief is zo een hoge schoorsteen niet haalbaar en wordt de trek veroorzaakt doordat de afgewerkte stoom de rookgassen meezuigt (zie venturi-effect).

#### Vanuit stilstand
Op het eerste gezicht lijkt het onnodig dat de zuiger in de cilinder zowel heen als terug wordt geduwd. Door de snelheid zal de machine immers toch wel doorlopen. Het is dan echter niet mogelijk de machine vanuit stilstand in beweging te krijgen. Om ook vanuit het dode punt (als de zuiger in de uiterste positie staat) in beweging te kunnen komen, heeft een locomotief twee cilinders, een links en een rechts, met een faseverschil van 90°. Dit faseverschil blijft in stand doordat de zuigerstangen aan de wielen zijn gekoppeld, en doordat de aangedreven wielen samen op een as zijn geklemd. Er zijn ook locomotieven met drie of vier cilinders.

## Bemanning
De bemanning van de stoomlocomotief bestaat uit twee mensen, namelijk de machinist, die in Nederland (ook bij de hedendaagse diesel- en elektrische tractie) wordt aangesproken met 'meester' en de stoker, officieel 'leerling-machinist'. In sommige landen, bijvoorbeeld Rusland, worden ze door een derde bemanningslid, de 'machinisthelper' bijgestaan.
De machinist bedient de regulateur (met de 'lat') en de remkraan. De stoker zorgt ervoor, door de aanvoer van brandstof en water, dat de stoomdruk steeds voldoende is. De stoker heeft niet direct invloed op de beweging van de locomotief, al kan hij de locomotief tot stilstand laten komen door zijn werk slecht te doen. Is de stoker nog een beginner, dan zal de machinist toezicht op hem houden, loopt hij al wat langer mee, dan zal hij af en toe op de plaats van de meester plaats mogen nemen – hij is immers ook leerling-machinist en het is de bedoeling dat hij doorstroomt, een opleiding die tot wel zes jaar kon duren. Verder zorgt de stoker voor hand-en-spandiensten, zoals het bijvullen van kolen en water, het omleggen van wissels en het draaien van de draaischijf. 

## Typen stoomlocomotief
Bij de meeste stoomlocomotieven worden het water en de brandstof meegevoerd in een achter de locomotief aangekoppelde tender. Locomotieven waar water en brandstof op de locomotief zelf meegevoerd wordt worden aangeduid als tenderlocomotieven. Meestal zijn dit kleinere locomotieven, voor gebruik op korte afstanden of op rangeerterreinen. Er zijn echter ook zware tenderlocomotieven gebouwd, bijvoorbeeld de NS 6300 van de Nederlandse Spoorwegen.
De meeste stoomlocomotieven hebben een enkelvoudig frame met daaronder de drijfassen, en soms ook een of meer loopassen met kleinere niet aangedreven wielen. Loopassen worden gebruikt om het gewicht over meer assen te verdelen, of om de rijeigenschappen bij hogere snelheden te verbeteren. Een nadeel is wel dat het adhesiegewicht van een locomotief daardoor wordt verlaagd, waardoor de trekkracht kleiner wordt. Loopassen zijn meestal in een een- of tweeassig draaistel opgenomen. Bij sommige stoomlocs is één loopas gecombineerd met één aandrijfas in een zogenoemd Kreuzdraaistel, maar meestal zijn de aangedreven assen vast gelagerd, waarbij de binnenste as(sen) zijdelings kunnen bewegen om de locomotief door bochten te kunnen laten rijden.

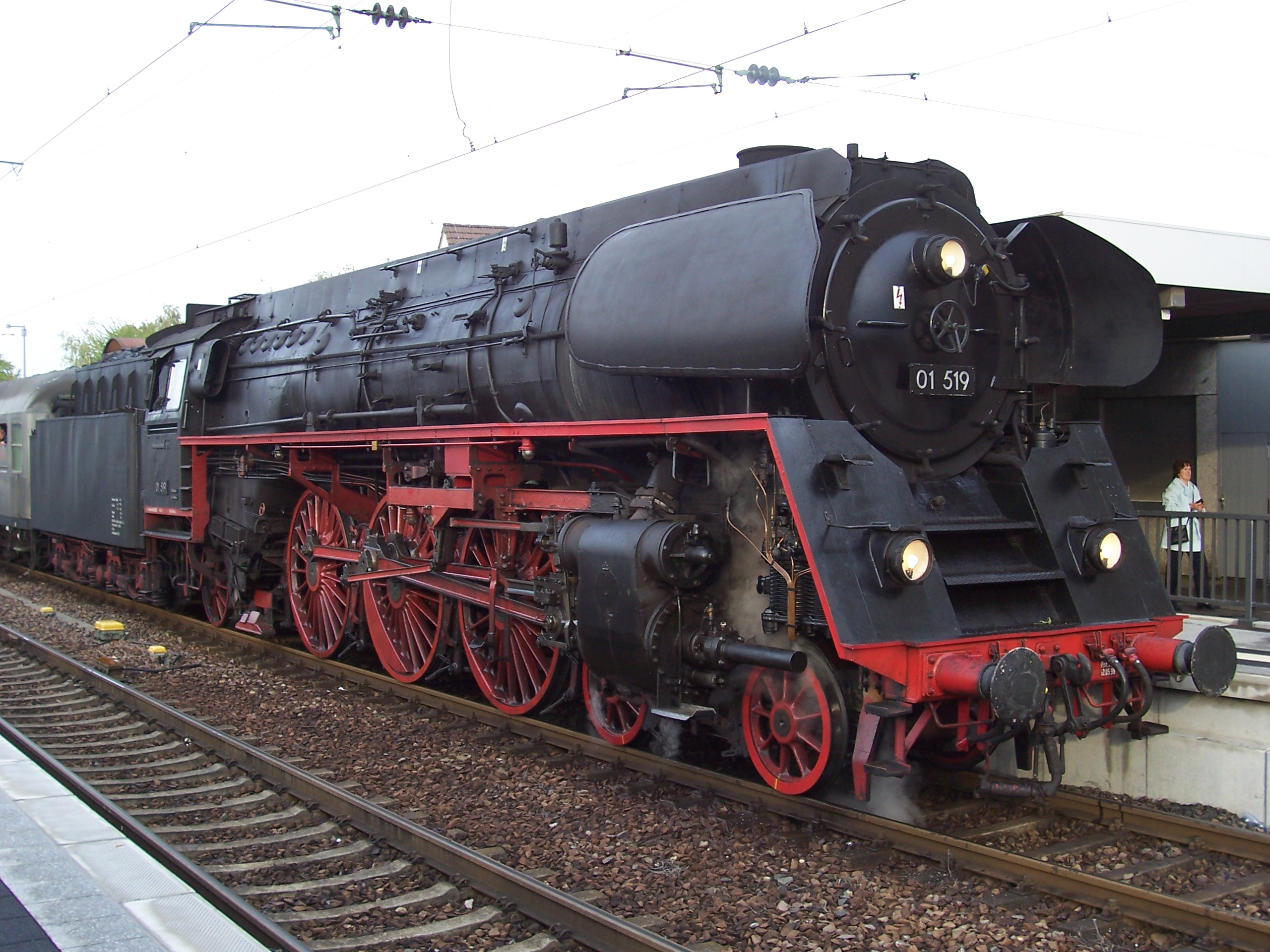
Loc 01 519, voorheen van de Deutsche Reichsbahn, in 2006 van de "Eisenbahnfreunde Zollernbahn"

Stoomlocomotieven worden primair onderverdeeld naar de asindeling: de volgorde van loop- en drijfassen. In Noord-Europa wordt het aantal loopassen met cijfers aangeduid en het aantal drijfassen met letters; in Frankrijk worden steeds cijfers gebruikt; in Angelsaksische landen wordt ieder wiel apart geteld, waarbij de volgorde voorste loopassen – drijfassen – achterste loopassen wordt aangehouden. Een locomotief met achtereenvolgens twee loopassen, drie drijfassen en één loopas, wordt volgens de eerste methode aangeduid als een 2-C-1, volgens de Franse methode als 231 en volgens de derde methode als een 4-6-2. In de loop der tijd zijn voor diverse types aparte namen in zwang geraakt: zo wordt dit type aangeduid als Pacific.
De asindeling hangt nauw samen met het doel van de locomotief. Een rangeerlocomotief zal de asindeling B of C hebben (twee of drie aangedreven assen, geen loopassen). De hierboven genoemde Pacific is een typische sneltreinlocomotief. Een locomotief voor de goederendienst zal meestal kleinere wielen hebben, waarmee, bij eenzelfde ketel, een grotere trekkracht bereikt wordt. (Dit is te vergelijken met de werking van de versnellingsbak van een auto: in een lage versnelling is er een grote trekkracht, maar een lagere snelheid.) Vier drijfassen komt bij een dergelijke locomotief vaak voor.
Behalve deze gebruikelijke vormen zijn er een aantal bijzondere bouwwijzen ontwikkeld waarbij de assen anders zijn ingedeeld. Te noemen valt de Malletlocomotief, waarbij de assen (ook de aangedreven assen) in twee groepen zijn verdeeld, waarvan de achterste vast aan het frame verbonden zijn, maar de voorste enigszins kunnen draaien ten opzichte van het frame. Hierbij kon, bij eenzelfde minimale boogstraal, een sterkere locomotief worden ontworpen. Deze locomotieven zijn enerzijds in bergachtige gebieden ingezet, anderzijds zijn in de Verenigde Staten zeer grote en zware Malletlocomotieven gebouwd voor zware goederentreinen. Voorts kan de Garrattlocomotief genoemd worden, waarbij de ketel en het machinistenhuis op een centraal frame zijn geplaatst, en de assen (met de cilinders) in twee groepen verdeeld zijn, met eigen subframes. In de Verenigde Staten werden vooral in de bosbouw Shaylocomotieven ontwikkeld, waarbij aan één zijde diverse verticaal geplaatste cilinders een horizontaal geplaatste as aandreven die op haar beurt via een tandwieloverbrenging de in draaistellen geplaatste aandrijfassen aandreven.

## Geschiedenis

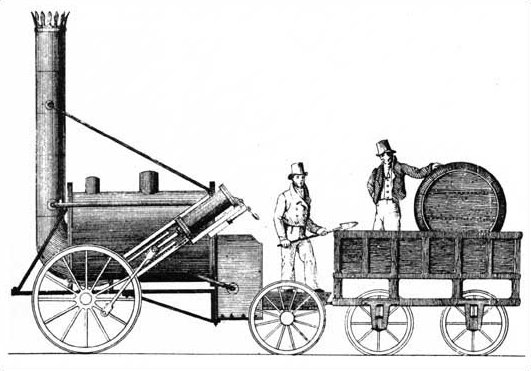
De Rocket uit 1829

De eerste stoomlocomotief ter wereld werd in 1804 door Richard Trevithick in Engeland gebouwd. Deze machine was vanwege sommige kinderziekten, maar vooral doordat de machine te zwaar was voor de paardentramsporen, niet praktisch toepasbaar. De eerste echt praktisch toepasbare stoomlocomotief werd The Rocket, gebouwd door spoorwegpionier George Stephenson en zijn zoon Robert Stephenson. Deze locomotief was een van de deelnemers aan de Rainhill Trials van 1829, een wedstrijd uitgeschreven door de directie van de (destijds in aanleg zijnde) Liverpool and Manchester Railway. De Rocket was, van de vijf deelnemende locomotieven, de duidelijke winnaar. Opmerkelijk is de mate waarin deze locomotief reeds de "klassieke vorm" van een stoomlocomotief heeft.
Tegelijkertijd is opmerkelijk welke technische ontwikkeling de stoomlocomotief in de daarop volgende 100 jaar heeft doorgemaakt ten aanzien van snelheid, trekkracht en bedrijfszekerheid.
Ter illustratie hiervan volgt een tabel met prestaties van stoomlocomotieven op steeds hetzelfde traject, van Les Laumes naar de tunnel van Blaisy-Bas, met de snelheid bij doorkomst te Blaisy-Bas, even ten westen van Dijon:
| Nr.       | Jaar | Treingewicht (ton) | Gem. snelheid | Snelheid te Blaisy-Bas |
| --------- | ---- | ------------------ | ------------- | ---------------------- |
| 220 C 62  | 1899 | 220                | 74,8          | 68,2                   |
| 241-A1    | 1927 | 809                | 75,2          | 61,0                   |
| 231 H 141 | 1933 | 430                | 109,2         | 98,4                   |
| 241 C 1   | 1932 | 588                | 99,2          | 90,5                   |
| 232 S 3   | 1941 | 710                | 111,2         | 99,2                   |
| 240.P.5   | 1941 | 810                | 107,2         | 95,2                   |
| 242 A 1   | 1948 | 743                | 114,2         | 112,2                  |

De periode tot ongeveer de jaren vijftig à zestig van de 19e eeuw was de begintijd van de stoomlocomotief. Vanaf het einde van de 19e eeuw begon de "gouden eeuw" van de stoomlocomotief. In de jaren dertig van de 20e eeuw bereikte de stoomlocomotief op technisch vlak zijn hoogtepunt. Op 3 juli 1938 werd het absolute snelheidsrecord voor de stoomlocomotieven gezet: 203 km/h. Dit record werd gevestigd met een locomotief van de London & North Eastern Railway van het type A4, nr. 4468, Mallard, in de buurt van Grantham op de East Coast Main Line. Dit record staat nog steeds, maar is aanvechtbaar omdat de trein van een flauwe helling reed. Anderen vinden dat een locomotief van het type DRG Baureihe 05 recordhouder is. Op 11 mei 1936 bereikte loc 05 002, een trein van 197 ton bestaande uit drie personenrijtuigen en een meetrijtuig, tussen Hamburg en Berlijn een snelheid van 200,4 km/h. Bovendien hebben Amerikaanse stoomlocs van de serie Class E7s van de Pennsylvania Railroad onofficieel 204,5 km/h gehaald.
Enkele "mijlpalen" in de geschiedenis van de stoomlocomotief zijn:
- De Stephenson Patentee van 1834, die de eerste in grote aantallen gebouwde locomotief was, in diverse groottes. De eerste in Nederland gebruikte locomotief was van dit type.
- In 1835 reed de allereerste stoomtrein op het Europese continent een 20 km lang traject van Brussel naar Mechelen. (zie Spoorlijn 25)
- De invoering van draaistellen, waarmee een rustige loop bij hogere snelheden kon worden bereikt.
- De ontwikkeling van de compound- of dubbele-expansiemachine, waarbij stoom eerst in een hogedrukcilinder expandeerde, en daarna in een lagedrukcilinder verder expandeerde: hiermee kon een groter rendement worden behaald.
- De uitvinding van de oververhitter, deze was zo belangrijk dat veel oudere locomotieven daar alsnog van voorzien werden.
- Experimenten met gestroomlijnde locomotieven in de jaren dertig van de 20e eeuw, die echter slechts gedeeltelijk een succes waren.
- De extreem grote Malletlocomotieven in de Verenigde Staten in de jaren veertig.
- De inspanningen van de Franse locomotiefontwerper André Chapelon om het vermogen en rendement van de stoomloc te verhogen.

Na het einde van de Tweede Wereldoorlog werden stoomlocomotieven snel door diesel- en elektrische locomotieven verdrongen. Hierbij speelden de volgende factoren een grote rol:
- In sommige Europese landen, bijvoorbeeld Italië, was een tekort aan steenkool.
- De stoomlocomotief heeft een zeer laag rendement; niet meer dan 5 % van de in de brandstof aanwezige energie wordt uiteindelijk in beweging omgezet. Dat maakte de exploitatie duurder dan die van elektrische en diesellocomotieven;
- Een stoomlocomotief moest door twee man bediend worden. Werden twee locomotieven gekoppeld om een zware trein te trekken, dan waren er zelfs vier man nodig. Diesel- en elektrische locomotieven hebben aan één machinist genoeg. Bovendien kunnen ze op afstand bestuurd worden, zodat een machinist tegelijk twee samengekoppelde locomotieven kan rijden.
- De arbeidsomstandigheden van machinisten en stokers waren slecht.
- Stoomlocomotieven vragen veel verzorging en onderhoud, regelmatig moeten de rookkast en vuurkist van as en slakken worden ontdaan, meestal door de stoker.
- Er is veel tijd nodig om een stoomlocomotief gereed te maken: het vuur moet opgestookt worden en het water in de ketel moet op de vereiste druk worden gebracht, hetgeen geruime tijd in beslag neemt. Een diesellocomotief en een elektrische locomotief staan daarentegen met "een druk op de knop" gereed.
- Stoomlocomotieven veroorzaakten luchtvervuiling. Dit kan bij gebruik van deze locomotieven in tunnels en in afgesloten ruimtes problematisch zijn. In tunnels lost het probleem zich gedeeltelijk op door de natuurlijke luchtstromen en luchtstromen veroorzaakt door het treinverkeer. In de Londense metro werd het gebruik van stoomlocomotieven al rond 1900 beëindigd. Die locomotieven waren uitgerust met koudwatertanks om de stoom te condenseren en er werd extra gestookt op de beperkte openluchttrajecten.

In Europa en Noord-Amerika werden de meeste stoomlocomotieven in de loop van de jaren vijftig en zestig buiten dienst gesteld. De laatste stoomloc reed in Nederland in 1958, in Luxemburg in 1963, in België in 1966, in Groot-Brittannië in 1968, in Denemarken in 1971, in Frankrijk in 1972, in West-Duitsland in 1977, in Rusland begin jaren tachtig, in Oost-Duitsland in 1988. Wel zijn er in het oosten van Duitsland nog enkele regionale maatschappijen die dagelijks stoomtreinen op smalspoor inzetten, zoals de Harzer Schmalspurbahnen. In Polen reden tot april 2014 nog stoomtreinen in de normale dienstregeling tussen Wolsztyn en Poznań. De PKP ontving financiële steun om deze verbinding in stand te houden. In India werd de laatste stoomtrein gereden in 1996. In China is de inzet van stoomlocs in 2007 beëindigd. Alleen in sommige Latijns-Amerikaanse landen (vooral Cuba) worden stoomlocomotieven nog ingezet.
Ondanks haar tekortkomingen ten opzichte van de diesellocomotief bleek in sommige gevallen de stoomlocomotief toch efficiënter te zijn. Zo werd bijvoorbeeld de stoomlocomotief in de Andes vervangen door een diesellocomotief met nominaal hetzelfde vermogen. Deze diesellocomotief bleek niet in staat de trein naar boven te trekken. Dit werd veroorzaakt door de lagere luchtdruk op grote hoogte waardoor het vermogen van de diesellocomotief, doordat de aangezogen lucht veel minder zuurstof bevatte, veel lager uitpakte dan dat van de stoomlocomotief. Uiteindelijk bleek een diesellocomotief met een veel hoger vermogen nodig te zijn. Voor extra druk zorgt een turbolader die door uitlaatgassen van de dieselmotor wordt aangedreven.
Er bestaan in Europa toeristische spoorwegen, waar bedrijfsvaardige stoomlocomotieven voor toeristische ritten gebruikt worden. Ook zijn er stoomlocomotieven te zien in diverse musea zoals het Nederlands Spoorwegmuseum te Utrecht.
- Zie ook: Lijst van toeristische spoorwegen en museumlijnen in Nederland.

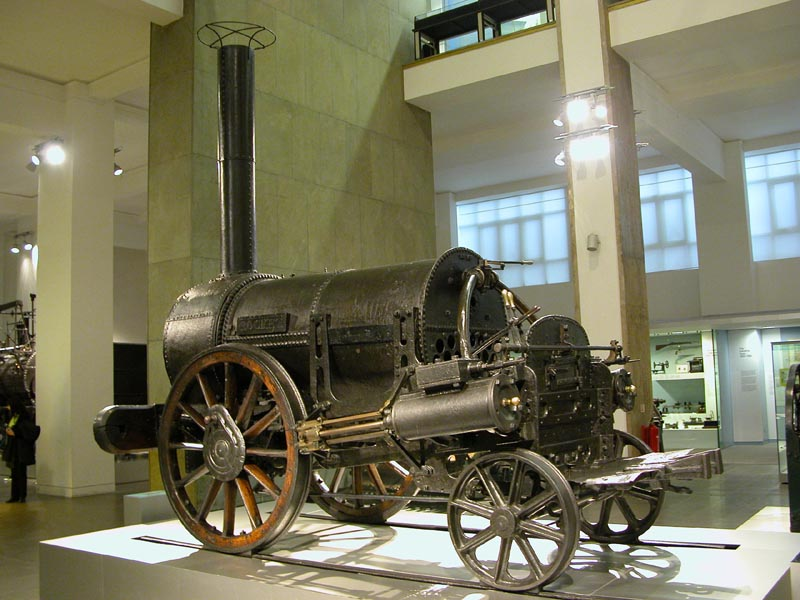
Stephenson's Rocket, de eerste "moderne" locomotief
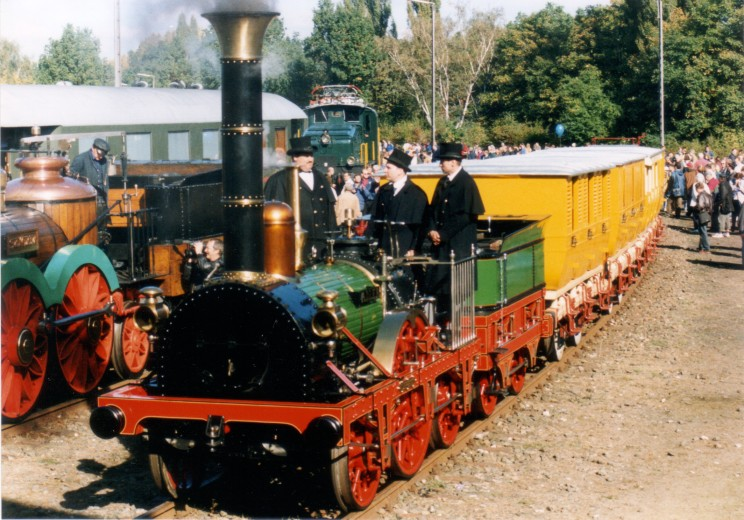
Replica eerste locomotief in Duitsland, type Stephenson Patentee
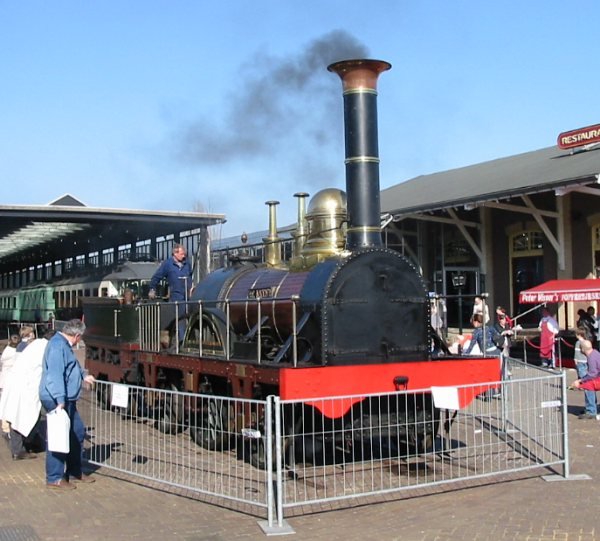
Replica van de Arend, eerste locomotief in Nederland
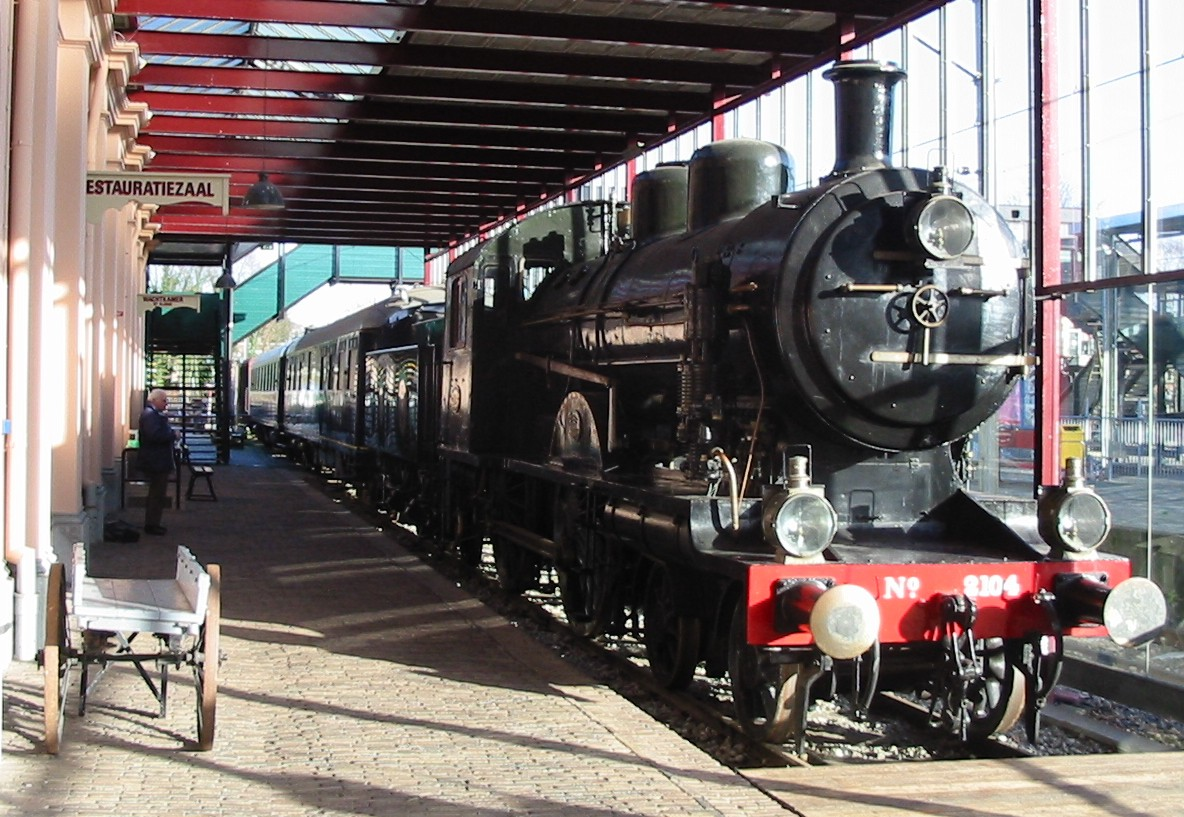
Stoomloc NS 2104 in het Nederlands Spoorwegmuseum
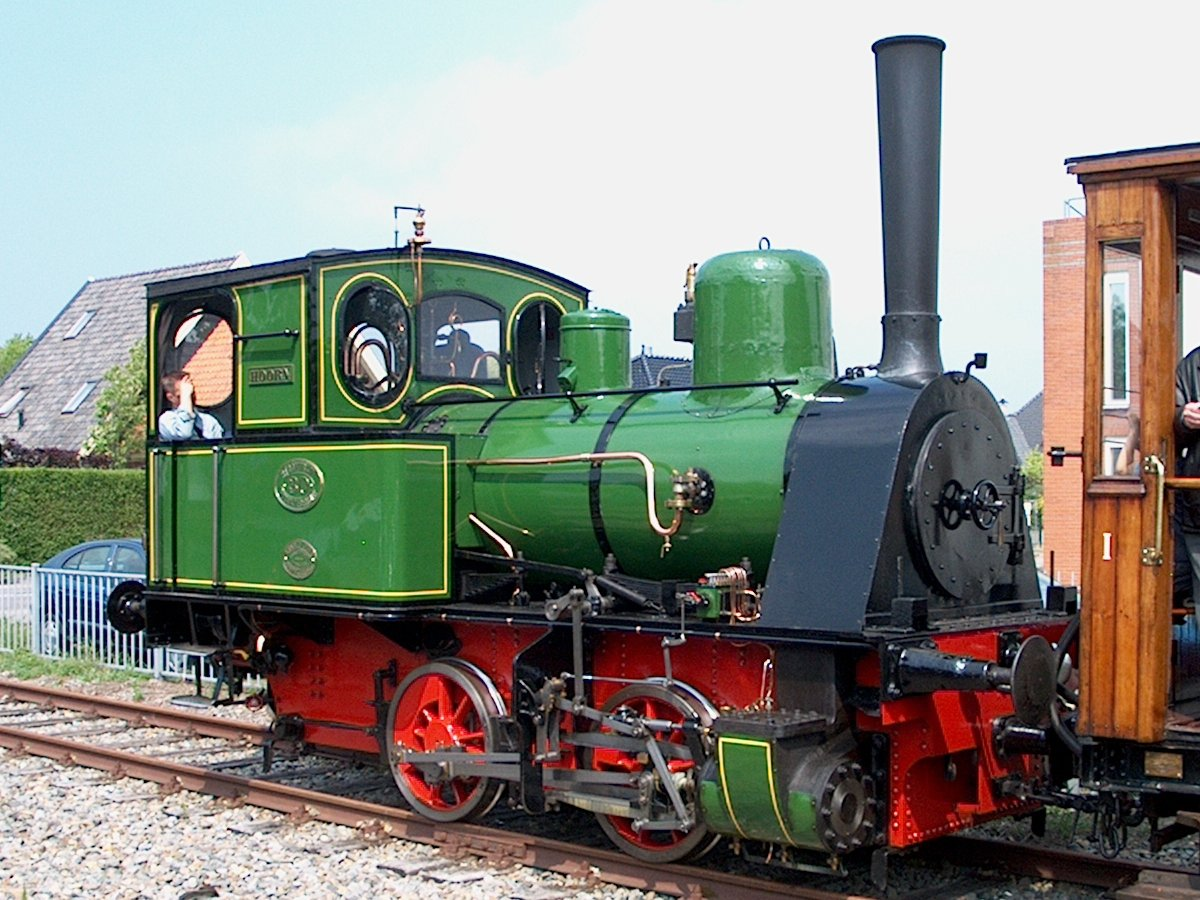
Kleine tweeassige industrieloc bij de Museumstoomtram Hoorn - Medemblik
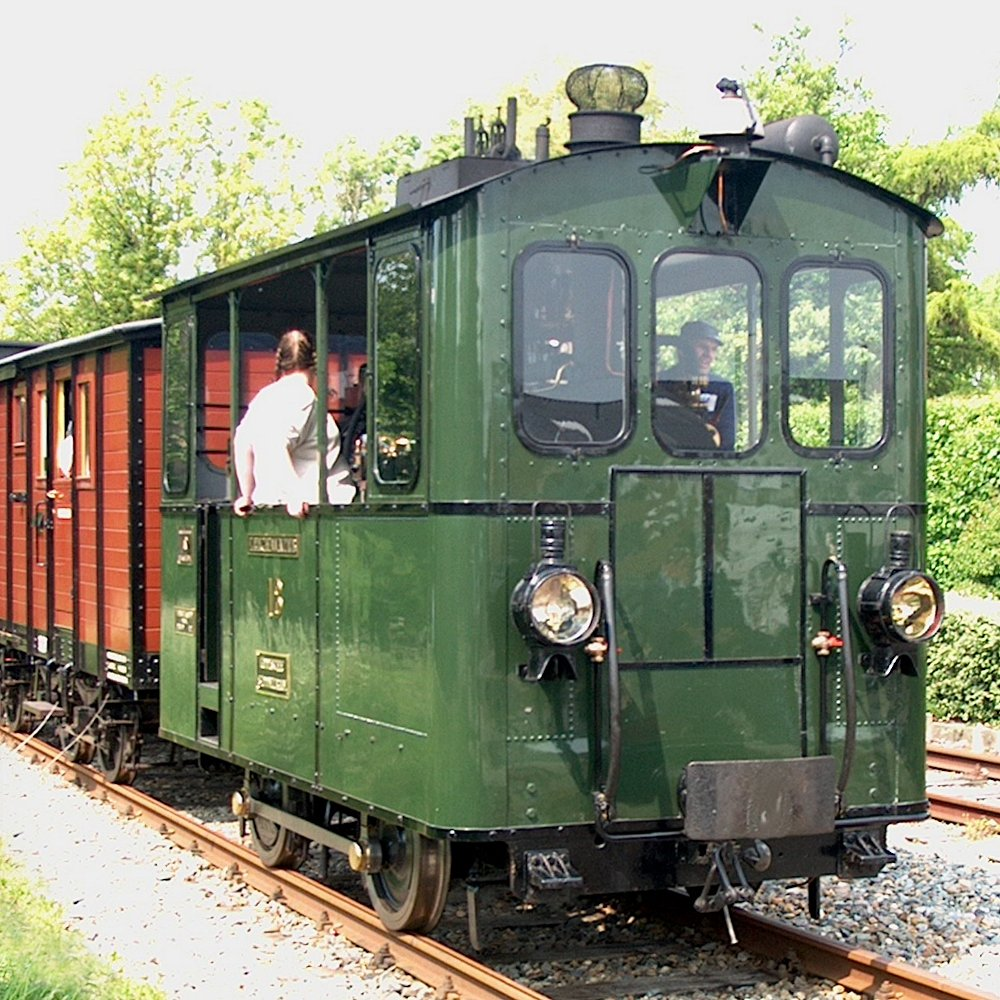
Vierkante stoomtramloc van de Gooise Stoomtram
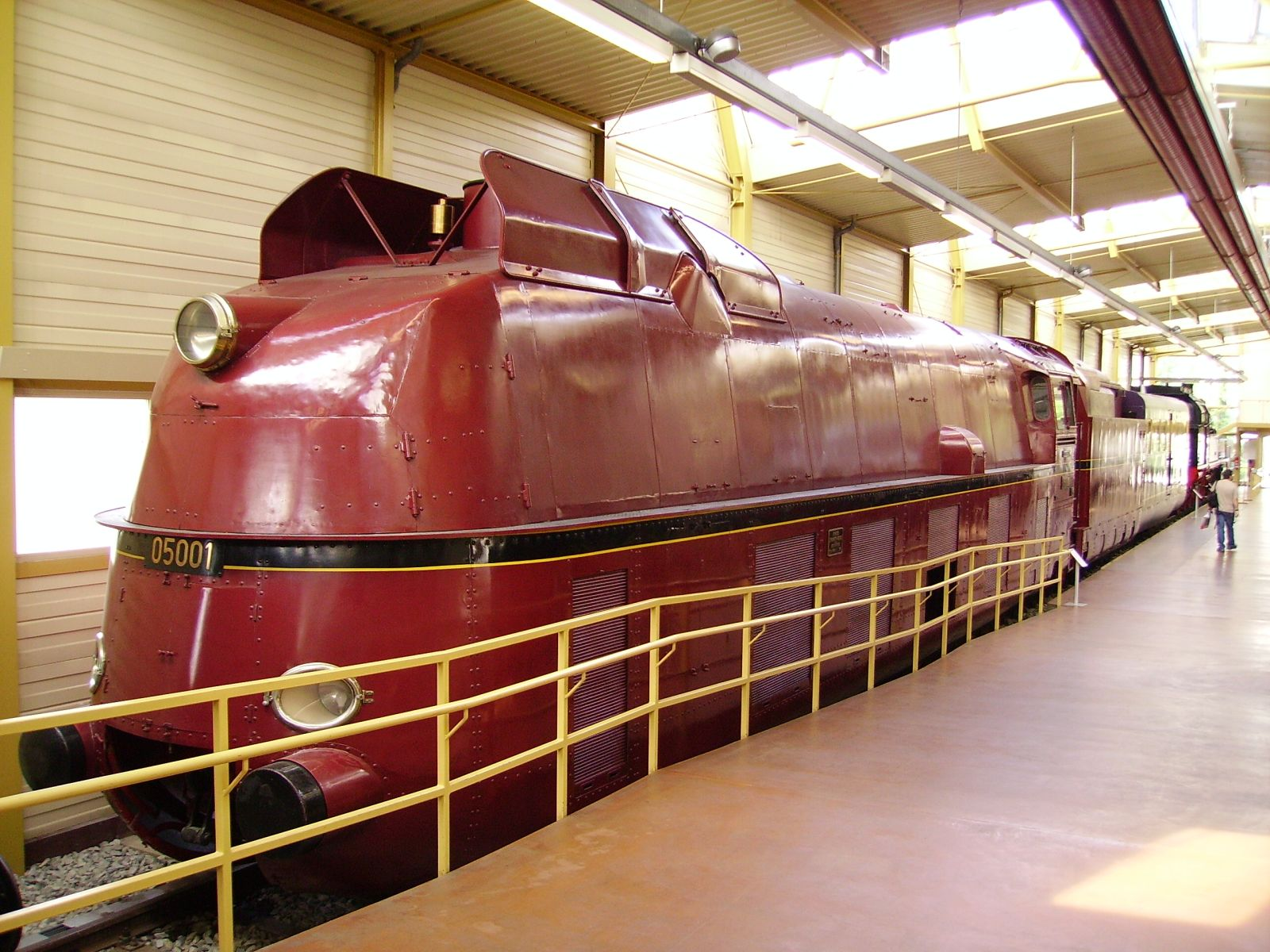
Duitse stroomlijnlocomotief BR 05, 1935
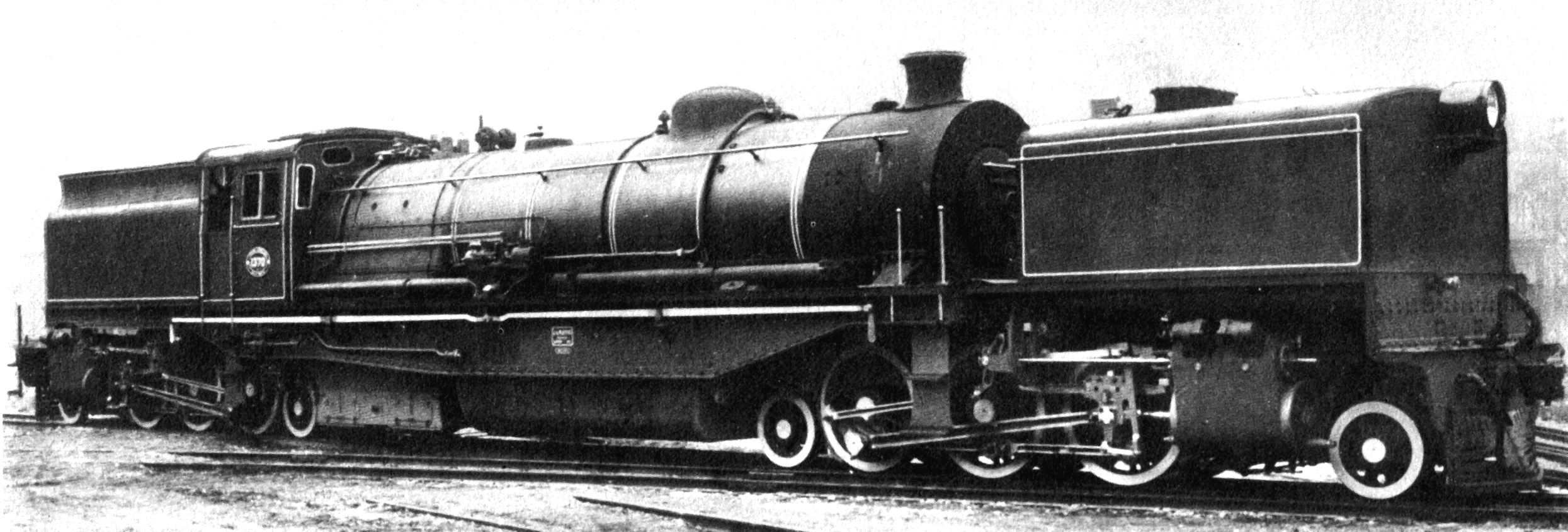
Garrattlocomotief van de Zuid-Afrikaanse spoorwegmaatschappij
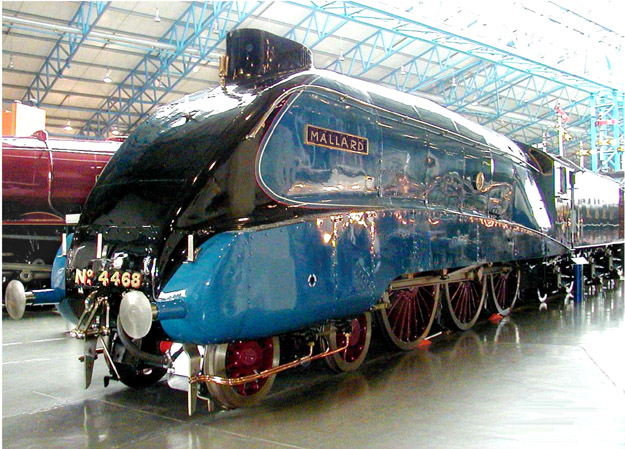
Mallard 4468
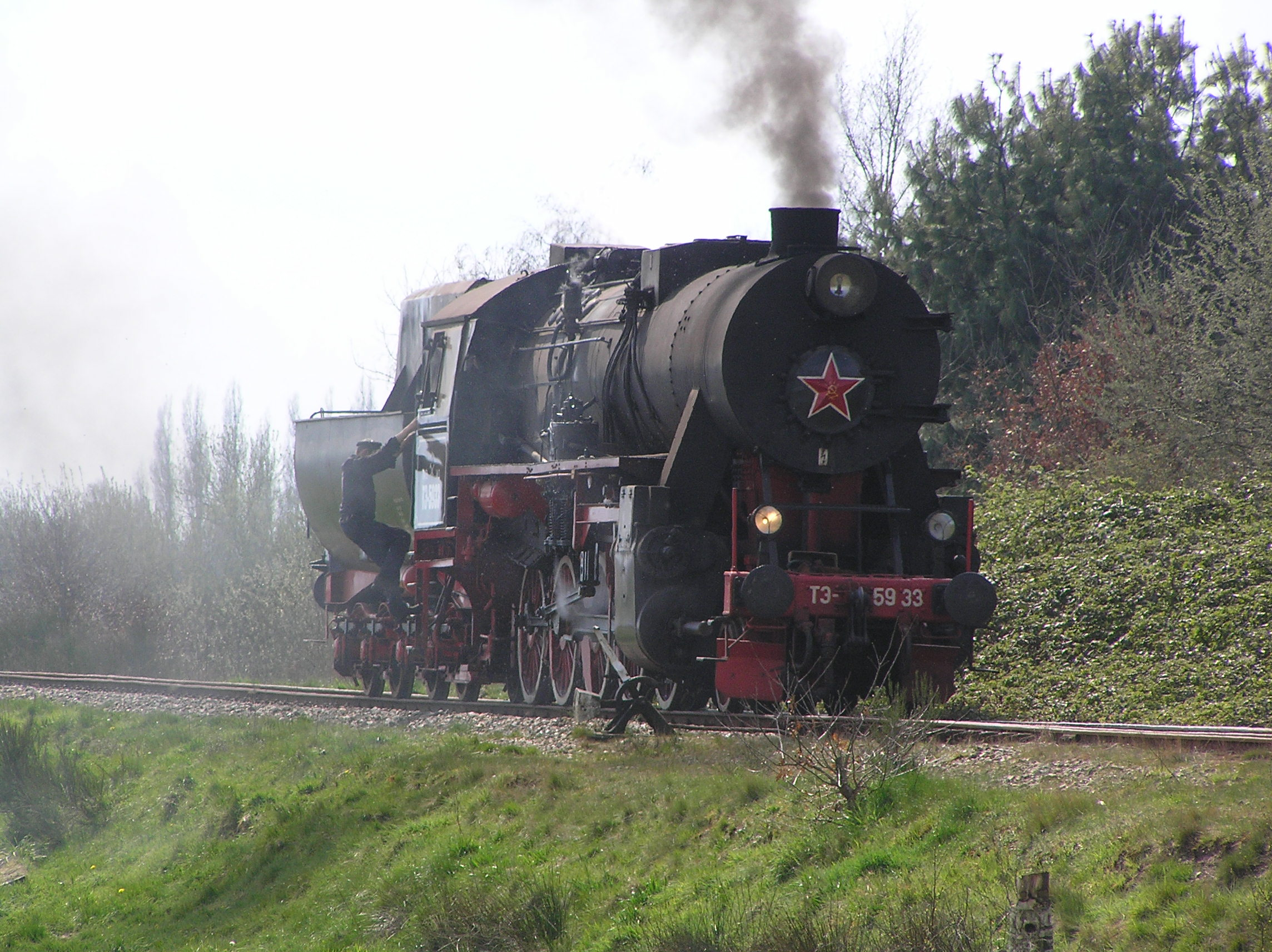
Grote stoomlocomotief bij S.T.A.R.
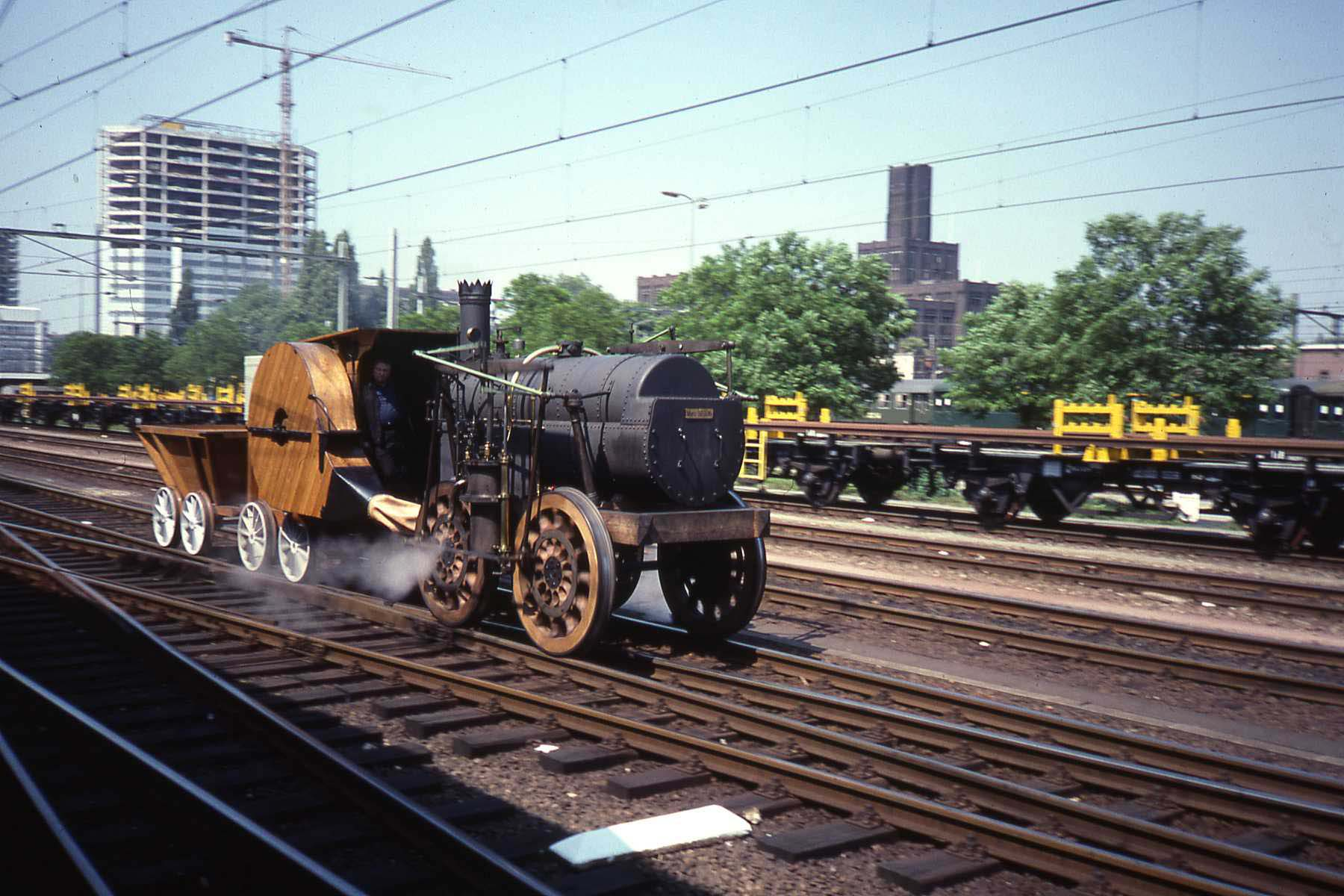
Replica van de "Marc Seguin", de eerste locomotief met vlampijpen (1829).
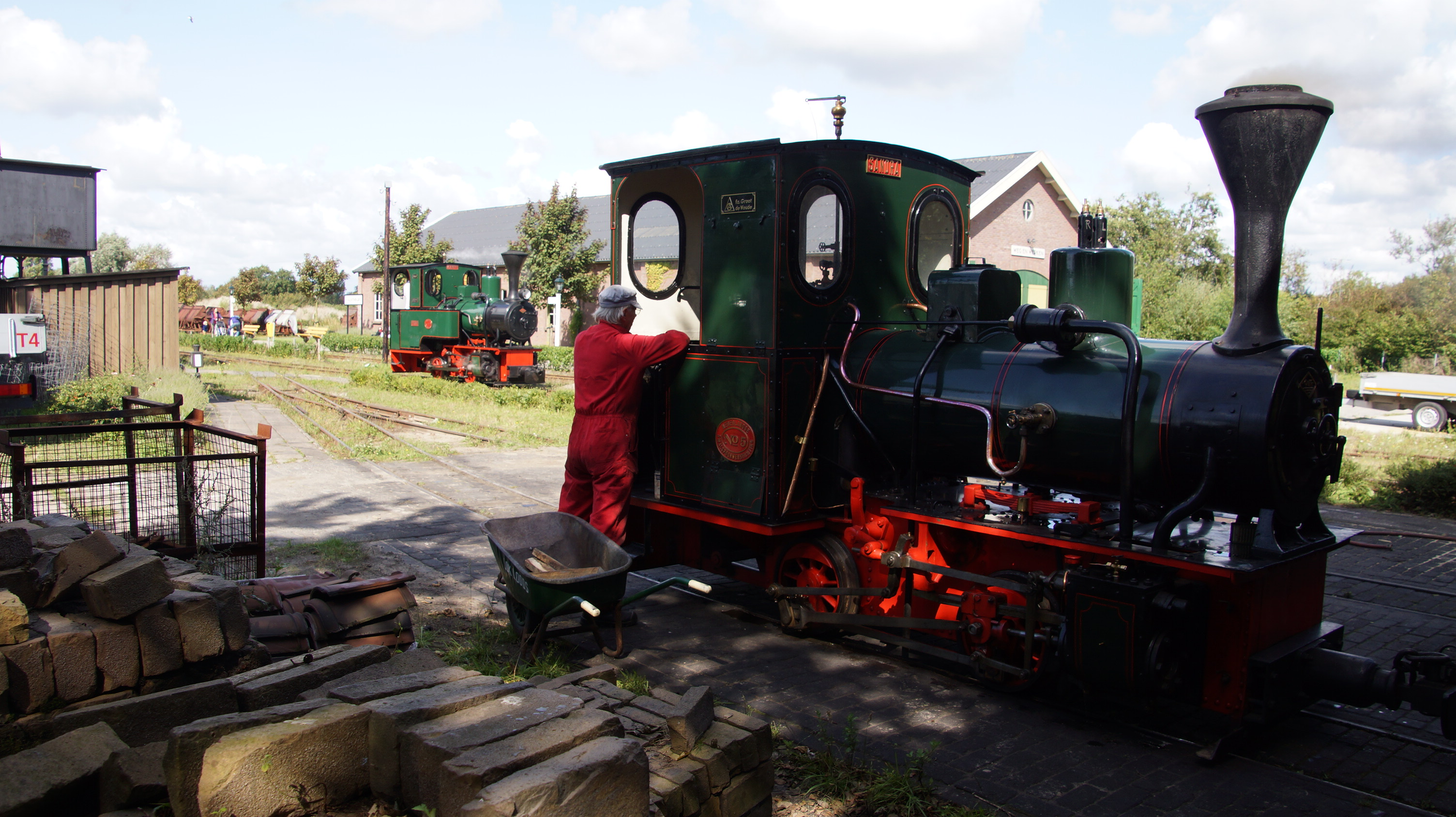
Aannemerslocomotiefjes van Orenstein & Koppel bij het Valkenburgse Meer (ZH).